# اورانگوتان تاپانولی
اورانگوتان تاپانولی (نام علمی: Pongo tapanuliensis) نام یک گونه از سرده اورانگوتان است. این‌گونه در سال ۲۰۱۷ توصیف علمی شد. اورانگوتان تاپانولی در جزیر سوماترا زندگی می‌کند.